# تشن تشو
تشن تشو (بالصينية: 陳竺) هو طبيب أمراض الدم ‏ وعالم أحياء جزيئية وسياسي صيني، ولد في 17 أغسطس 1953 في شانغهاي في الصين. حزبياً، نشط في Chinese Peasants' and Workers' Democratic Party ‏. وقد انتخب عضو مجلس الشعب الصيني ‏ خلال فترته النيابية ‏ وانتخب نائب رئيس اللجنة الدائمة للمجلس الوطني لنواب الشعب ‏ (14 مارس 2013 – ).